# Филипп (герцог Калабрийский)
Филипп де Бурбон и Саксония ((исп. Felipe de Borbón y Sajonia, итал. Philippe di Bourbon e Sassonia), при рождении Филипп Антонио Дженнаро Паскаль Франциско де Паула де Бурбон и Саксония, (исп. Felipe Antonio Genaro Pascual Francisco de Paula de Borbón y Sajonia), 13 июня 1747[…], Портичи, Кампания — 19 сентября 1777, Портичи, Кампания) — старший сын короля Испании, Неаполя и Сицилии Карла III и Марии Амалии Саксонской, носил титул инфанта Испанского, принца Неаполитанского и Сицилийского, герцога Калабрийского. Был исключен из линии наследования престола из-за умственной отсталости, старший брат короля Испании Карла IV и короля Неаполя и Сицилии Фердинанда I. Умер в возрасте 30 лет от оспы. Кавалер Ордена Золотого Руна.

## Наследник престола
Филипп родился 13 июня 1747 года в Королевском дворце в Портичи, Неаполитанское королевство. Его родителями были король Испании, Неаполя и Сицилии Карл III, сын короля Филиппа V и Изабеллы Фарнезе, и Мария Амалия Саксонская, дочь короля Польши Августа III и Марии Жозефы Австрийской. Стал шестым ребёнком и старшим сыном в семье, где уже родилось пятеро дочерей, трое из которых умерли в детстве. Инфанта крестили под именем Филипп Антонио Дженнаро Паскаль Франциско де Паула де Бурбон и Саксония (исп. Felipe Antonio Genaro Pascual Francisco de Paula de Borbón y Sajonia) с титулом «Его Королевское Высочество инфант Испанский, принц Неаполитанский и Сицилийский, герцог Калабрийский». Он был назван в честь своего деда, короля Испании Филиппа V, основателя династии Бурбонов на испанском престоле, который умер 9 июля 1746 года. В скором времени оказалось, что ребенок чем-то болен. Филипп стал страдать от эпилептических припадков, когда его кормили грудью. По мере взросления, признаки эпилепсии были подтверждены, инфант был умственно отсталым. Один из придворных заметил, что Филипп «страдал от большой тяжести своей головы, что делало его ещё более мрачным и капризным».
В 1754 год посол Сардинии написал: 

«Кажется, принц не обладает хорошим здоровьем. Есть что-то в его глазах, не гармонирующее с остальными чертами его лица. Я уверен, что, несмотря на то, что ему уже семь лет, он не говорит, и вряд ли сможет вымолвить хоть слово.»
 Королевская чета пыталась всячески скрыть недостатки своего ребенка от общественности, инфант иногда появлялся на придворных церемониях. До семи лет Филипп оставался вместе с младшими сестрами и братьями под присмотром гувернанток. В 1755 году вместе со своим братом Карлом его отдали под опеку принца Сан Никандро.

## Последующая жизнь
10 августа 1759 года скончался король Испании Фердинанд VI, что сделало отца Филиппа Карла новым королём Испании. Но для того, чтобы стать им, ему следовало отречься от короны Неаполя и Сицилии, передав их сыну Филиппу. Комитет высших должностных лиц и шестеро врачей произвели проверку психического состояния наследника престола на способность управлять государством. Филиппу на тот момент исполнилось двенадцать лет. Он находился под пристальным наблюдением в течение двух недель, после чего врачи вынесли окончательное решение о том, что Филипп не может править ввиду умственной отсталости. Инфант был исключен из линии наследования трона. Королём в том же году стал его брат Фердинанд. Филипп остался в Неаполе, проживая во дворцах Каподимонте и недавно построенном дворце в Казерте. Его брат-король постоянно навещал и заботился о нем вплоть до смерти Филиппа. Семюэль Шарп писал о Филиппе:

 «Его редко увидишь, но думаю было бы уместно оставлять его несколько раз в течение года в качестве регента, когда король Фердинанд ездит из Неаполя в Портичи и обратно. Я воспользовался случаем, когда семья приехала в город, смотря на это зрелище...Королевский двор  действует мудро, демонстрируя Филиппа общественности, показывая полное подтверждение, вынесенное принцу несколько лет назад о его умственной отсталости и неспособности наследовать престол. Двор находился в трауре, но принц был хорошо одет как молодой человек, переживавший скорбь, а его волосы  были прекрасно причесаны вместе с хорошо припудренным лицом. Но несмотря на это, первый его взгляд на меня дал понять, что он не совсем нормальный. У него блуждающие глаза, свойственные идиотам и новорожденным младенцам, не обладающие даром мышления и рефлексии, не способными останавливать своё внимание на одном объекте. Есть некоторые мошенники и шарлатаны, а также глупые врачи, которые считают, что это излечимо, утверждающие, что существует лекарство..я же считаю, что он просто ведет жизнь обычного животного. Он ест и пьет с большим удовольствием, не чувствует никакого порыва страсти, и пользуется детскими развлечениями, как ребенок на руках, которому дают ими насладиться.»
Согласно Гамильтону Филипп

 «лечился отдельно от всех, имел в своем распоряжении камергера, который должен был находится с ним рядом постоянно, он должен был следить за ним, так как в противном случае Филипп совершил бы множество глупостей. Ему не давали общаться с женщинами, к которым герцог проявлял сильнейшую склонность, но в последнее время попытки всячески отгородить его от этого стали практически невозможны. Он много раз ускользал от своих бдительных слуг, и видя проходящих мимо дам, набрасывался на них с такой скоростью, как Пан или Сатиры, описанные Овидием, нападали на Нимф с теми же намерениями. Одна Дама даже обратилась в суд из-за этого. Каждый год в определенные дни ему было разрешено участвовать в своего роде суде, когда иностранные послы принимали принца у себя в знак уважения. Его самым любимым развлечением было поднять руки, на которых были перчатки перед своими слугами, одна из перчаток была больше другой с числом пятнадцать или шестнадцать.»
Герцог Филипп Калабрийский в сентябре 1777 года заразился оспой. Его брат король и его супруга, опасаясь заражения уехали в Королевский дворец в Казерте. Филипп скончался в том же дворце, где и родился, в возрасте 30 лет 19 сентября 1777 года. Похоронен в монастыре Санта-Кьяра, Неаполь.